# Tetraphleba brevilinea
Tetraphleba brevilinea är en fjärilsart som beskrevs av Walker 1865. Tetraphleba brevilinea ingår i släktet Tetraphleba och familjen snigelspinnare. Inga underarter finns listade i Catalogue of Life.